# Lykien

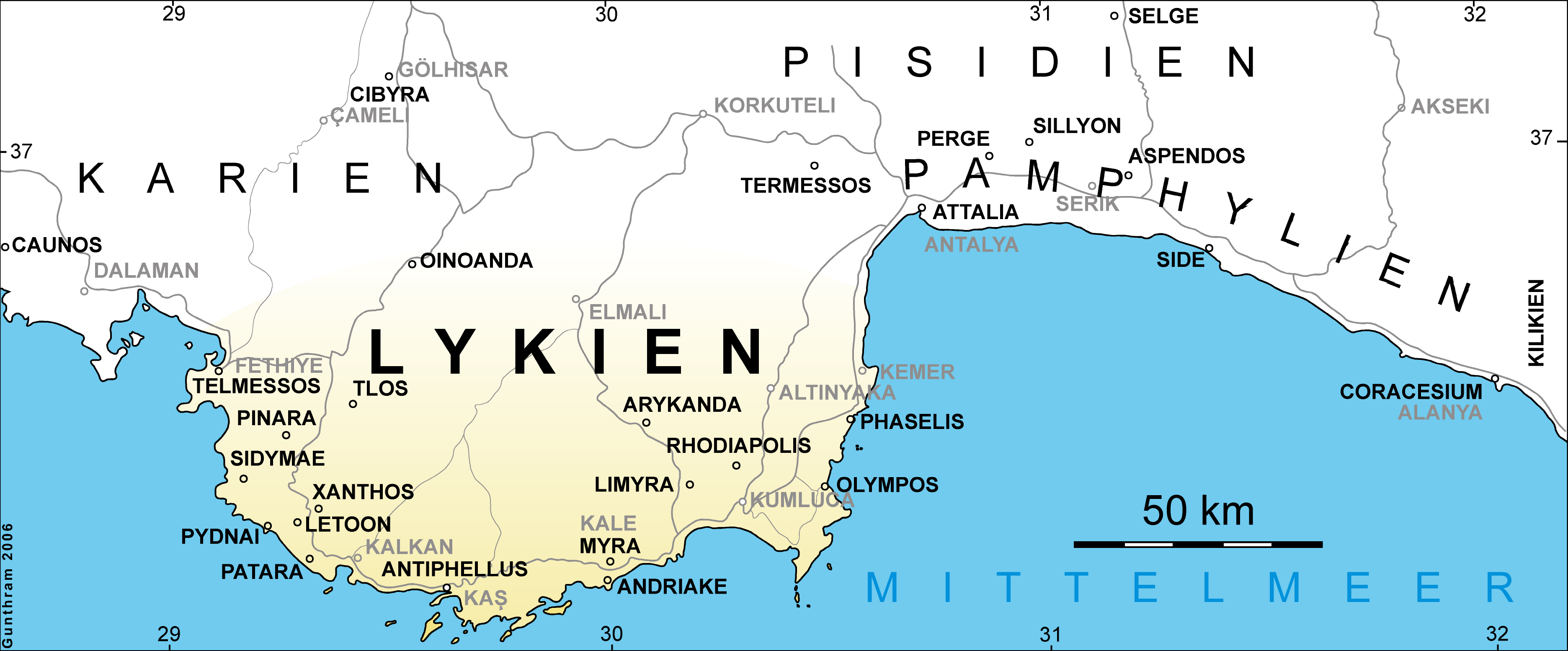
Antike Orte in Lykien

Lykien ist die antike griechische Bezeichnung einer Landschaft im Südwesten Kleinasiens (lat. Lycia).

## Geographie

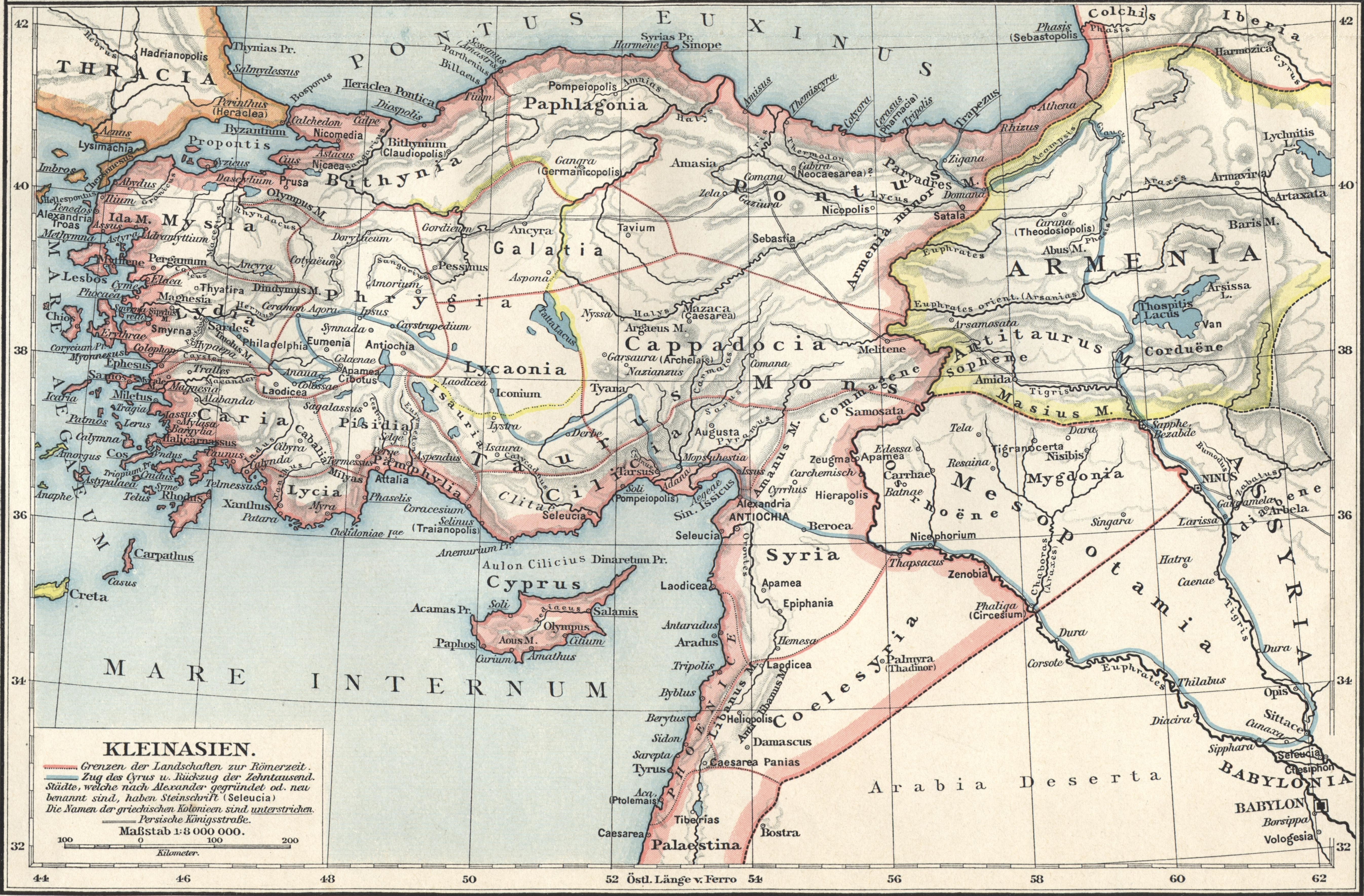
Kleinasien in der Antike

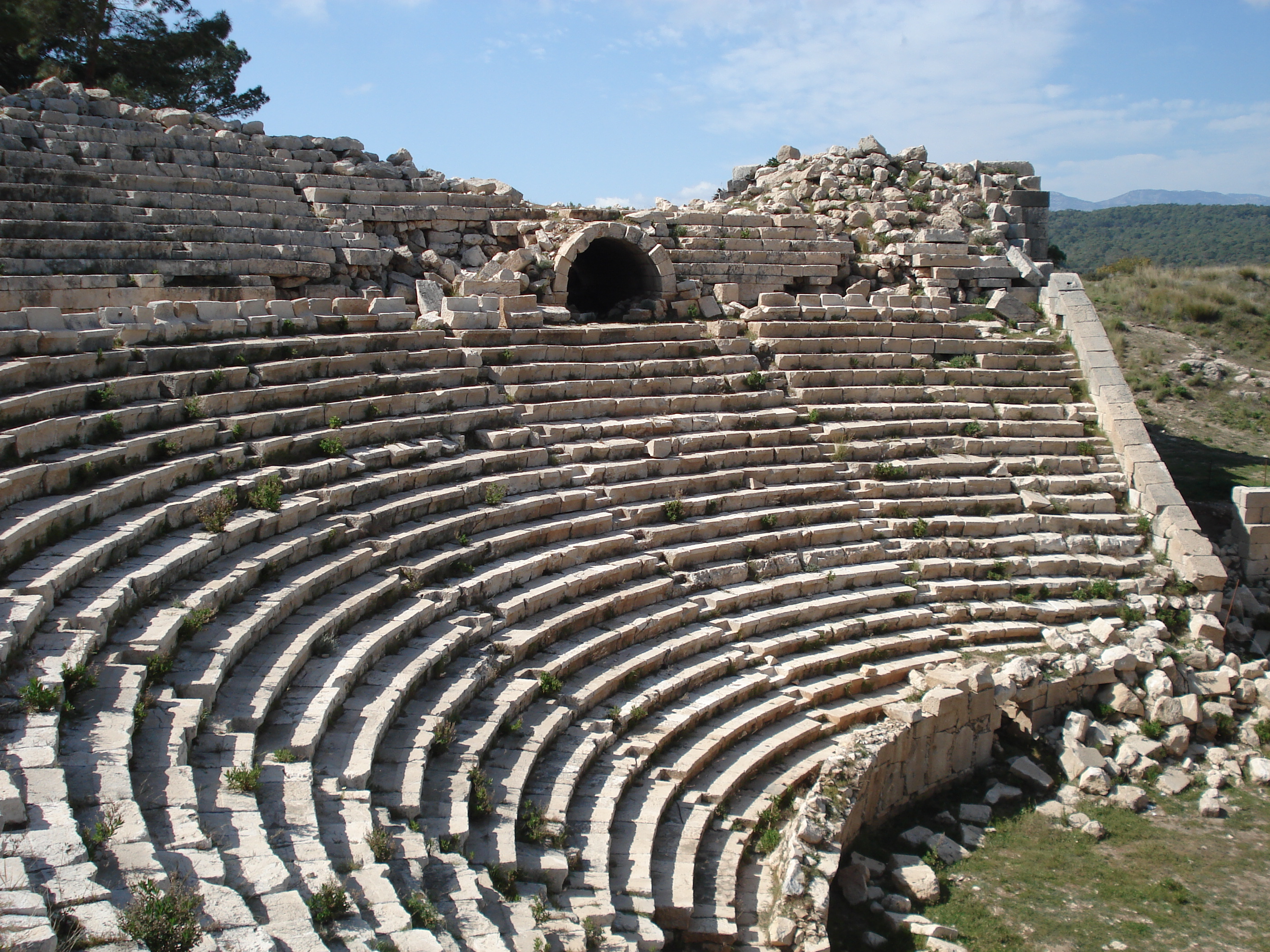
Römisches Theater in Patara

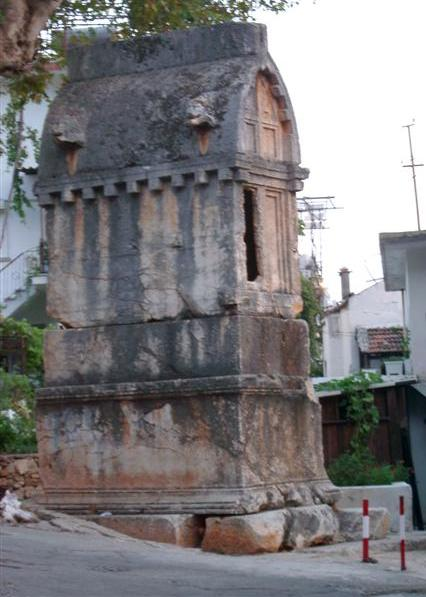
Lykischer Sarkophag in Kaş

Das Gebiet, das man Lykien nannte, erstreckt sich auf der westlichen der beiden halbkreisähnlichen Ausbuchtungen der kleinasiatischen Südküste. Es dauerte eine Weile, bis sich feste Grenzen herausbildeten; wahrscheinlich war das Gebiet lange weniger einheitlich, als es von außen den Anschein hatte (Ursprünglich galt vielleicht nur das Xanthostal als Lykien). Lykien grenzt im Westen an Karien. Die Grenze verlief ungefähr am Fluss Axon (Kirten Dere). Im Norden grenzte es an Pisidien und Phrygien, im Osten an Pamphylien. Die Landschaft ist teilweise sehr rau und zerklüftet mit Gipfeln bis über 3000 Metern. Lykien zerfällt grob in vier Teile, einen westlichen, einen zentralen, einen östlichen und einen nördlichen Teil. Dabei können nur die drei erstgenannten als lykisches Kerngebiet bezeichnet werden, während Nordlykien, die sogenannte Milyas, eine weitgehend eigenständige Kulturlandschaft bildete, die erst im 4. Jh. v. Chr. durch die Eroberungen des Dynasten Perikles von Limyra zu Lykien kam. Osten und Westen Lykiens prägten zudem zwischen dem 6. und 4. Jahrhundert v. Chr. Münzen nach unterschiedlichen Standards.
Die wichtigsten Zentren sind das schon in der Ilias erwähnte Xanthos mit dem berühmten Letoon, Patara, die Zentralstadt des Lykischen Bundes und Sitz der Provinzialregierung in Römischer Zeit und berühmt wegen ihres Orakels des Apollon, das in der Frühzeit im Wettstreit mit Delphi lag, Limyra und schließlich Myra mit seinen berühmten Felsgräbern.
Eine Besonderheit Lykiens sind die sogenannten Ortspaare, ein dort häufig anzutreffendes Siedlungsmuster. Dabei wird einem Hafenort an der Mittelmeerküste ein entsprechender Ort in den Bergen zugeordnet. Als Beispiel sei Antiphellos genannt, das heutige Kaş. Die Hafenstadt bildete in der Antike mit dem Bergort Phellos im nahen Hinterland eine Gemeinde. Xanthos bildete mit der Hafenstadt Patara das wichtigste Städtepaar Lykiens. Diesem besonderen Siedlungstyp widmete der Althistoriker Martin Zimmermann seine Dissertation. Er stellte an dem Paar Tyberissos und Timiussa (Üçağız) fest, dass fremde Einflüsse sich vorwiegend in der Bergsiedlung Tyberissos, das auf einer schwer zugänglichen Bergkuppe lag, zuerst bemerkbar machten, im Hafenort jedoch nicht. Im Falle Phellos-Antiphellos war es demnach aber umgekehrt: Hier breiteten sich die griechischen und später römischen Einflüsse in der Hafenstadt aus, während die Bergsiedlung lykische Traditionen gleichsam konservierte.

### Antike Stätten in Lykien
Akalissos, Andriake, Antiphellos, Aperlai, Apollonia, Araxa, Ariassos, Arif, Arneai, Arsada, Arykanda, Balboura, Bubon, Choma, Dikitanaura, Gagai, Gedelma, Idebessos, Idyros, Isinda, Istlada, Kadyanda, Kalynda, Kandyba, Karkabo, Kaunos, Komba, Korydalla, Krya, Kyaneai, Lebissos, Letoon, Limyra, Lissa, Lydai, Mastaura, Megiste, Melanippe, Myra, Nisa, Oinoanda, Olympos, Panormos, Patara, Phaselis, Phellos, Phoinix, Pinara, Podalia, Pydnai, Rhodiapolis, Sidyma, Simena, Sura, Symbra, Telmessos, Timiussa, Tlos, Tragalassos, Trebendai, Trysa, Tyberissos, Xanthos

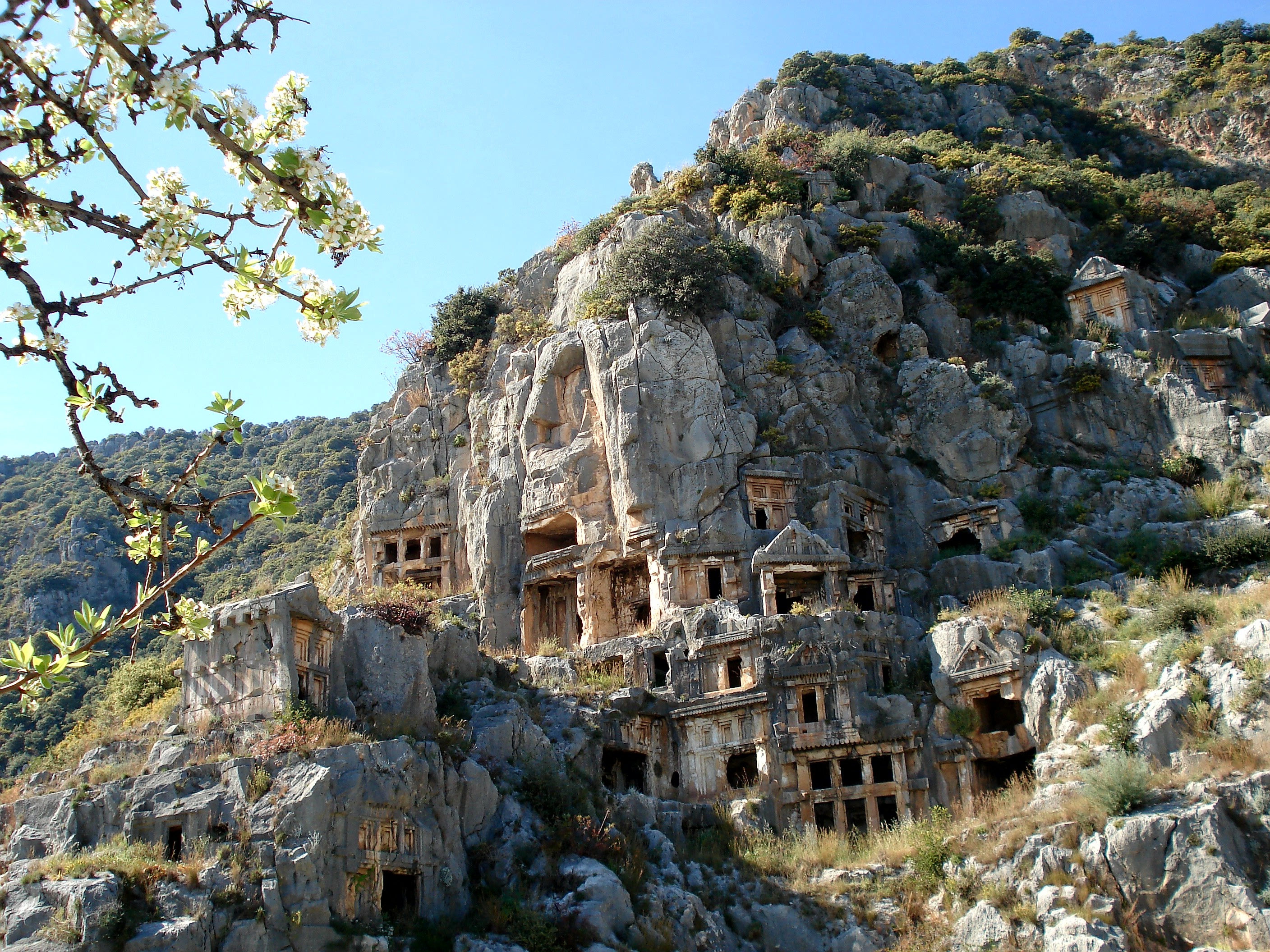
Die Felsgräber im lykischen Myra

Ca. 3 km östlich der Ruinen von Limyra liegt die Brücke bei Limyra aus der Römerzeit. Vier Kilometer flussaufwärts von Kemer befinden sich am rechten Ufer des Flusses Xanthos (Eşen/Koca Çayı) die Reste der römischen Brücke bei Kemer.

## Volk und Kultur
Die Lykier waren ein Volk mit eigener Kultur, eigener Schrift und eigener Sprache, dem Lykischen. Diese indogermanische Sprache gehört zum luwischen Zweig der Anatolischen Sprachen. Sie starb im 3. Jahrhundert v. Chr. aus.
Bemerkenswert ist der ausgeprägte Hang zur Anlage repräsentativer Grabstätten, die geradezu allgegenwärtig sind. Zu den auffälligsten Grabtypen zählen Felsgräber, deren Fassaden eine indigene Holzarchitektur in Stein umsetzen, Pfeilergräber (auch Grabpfeiler genannt) wie das sogenannte Harpyienmonument von Xanthos und steinerne Sarkophage mit dem landschaftstypischen spitzbogigen Deckeln. Schon seit dem 6. Jahrhundert v. Chr. unterlag Lykien – obgleich niemals wirklich griechisches Kolonisationsgebiet – griechischem Einfluss, der sich insbesondere seit dem 4. Jahrhundert v. Chr. verstärkte.

## Geschichte
In der Ilias tauchen Lykier unter der Führerschaft ihrer Heroen Sarpedon und Glaukos als Verbündete der Trojaner auf. Historisch gesichert ist, dass Lykien, das Krösus nicht hatte erobern können, um 540 v. Chr. von persischen Truppen eingenommen wurde. In den folgenden knapp zwei Jahrhunderten wurde das Land von einer Reihe kleinerer Fürsten beherrscht, die wohl untereinander in scharfer Konkurrenz und wechselnden Abhängigkeitsverhältnissen standen und in der Forschung als Dynasten bezeichnet werden. Bis etwa 400 v. Chr. scheinen die Dynasten von Xanthos das Land dominiert zu haben, doch um 380 scheint es dem Dynasten Perikles von Limyra gelungen zu sein, ganz Lykien unter seine Kontrolle zu bringen. Er beanspruchte den griechischen Titel Basileus. Um 360 aber wurde er von den Persern, mit denen er in Konflikt geraten war, gestürzt. Lykien wurde Maussolos, dem Satrapen von Karien, unterstellt; die Zeit der Dynasten war vorüber. 334 eroberte Alexander der Große das Gebiet, die reichen Städte und Seehäfen leisteten ihm keinen Widerstand.
Während des sich anschließenden Zeitalters des Hellenismus setzten sich griechische Sprache und Kultur endgültig in der Region durch. 309 fiel Lykien an die Ptolemäer, 197 an das Seleukidenreich, 188 an Rhodos. 167 erklärten die Römer das Gebiet für unabhängig; spätestens jetzt organisierte sich das Land als Lykischer Bund. 43 n. Chr. wurde es unter Kaiser Claudius als Provinz in das Imperium Romanum integriert, seit Vespasian bildete Lykien gemeinsam mit seiner Nachbarregion für gut 200 Jahre die Provinz Lycia et Pamphylia. 
Um 330 war Nikolaus von Myra, ein Mann aus Patara, Bischof von Myra, dessen Namenstag am 6. Dezember gefeiert wird. Wegen der ausgeprägten, steilen Küstenlandschaft wurde er unter anderem Patron der Seefahrer. Seine Gebeine wurden im Mittelalter von Myra nach Bari gebracht, wo sie sich noch heute befinden. Der neben Nikolaus berühmteste Lykier war wohl der Philosoph Proklos. Noch unter Justinian I. blühte das Gebiet; erst im 7. Jahrhundert führten die Einfälle der Araber zu einem Niedergang und der Aufgabe vieler Städte.